# 히로사와 사네오미

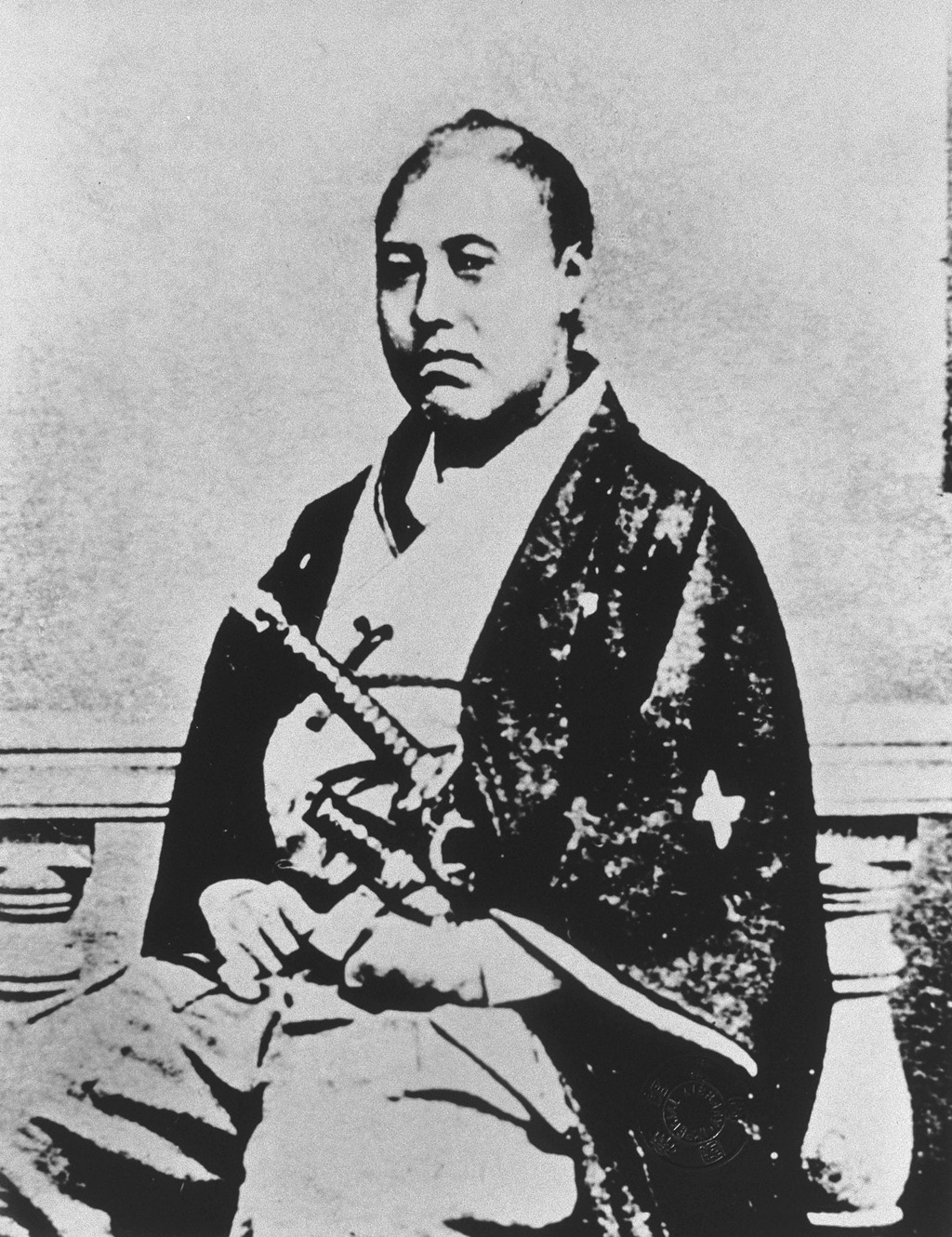
히로사와 사네오미

히로사와 사네오미(일본어: 広沢真臣)는 막말의 조슈 번사, 일본 제국의 정치인이다. 유신십걸 중 한사람이다. 자식은 긴지로(金次郎, 히로자와 백작가 초대 당주) 등이 있다.
유신기에 번정 개혁, 존왕양이 운동, 신정부 수립 등에서 핵심적인 역할을 했으며, 37세의 젊은 나이에 암살당한 비운의 명사이다.